# Eliberează-l pe Guy
Eliberează-l pe Guy (în engleză Free Guy) este un film american SF de comedie de acțiune regizat de Shawn Levy după un scenariu de Matt Lieberman[*] și Zak Penn, bazat pe o povestire a lui Lieberman. În rolurile principale au interpretat actorii Ryan Reynolds, Jodie Comer, Taika Waititi, Lil Rel Howery și Joe Keery. Filmul este o combinație a unor jocuri video și filme ca Ready Player One: Să înceapă jocul, The Truman Show, The Matrix, Grand Theft Auto, Cyberpunk 2077 sau Fortnite.
A fost produs de studiourile 20th Century Fox și a avut premiera la 13 august 2021, fiind distribuit de Buena Vista International[*]. Coloana sonoră a fost compusă de Christophe Beck[*]. 
Cheltuielile de producție s-au ridicat la 100-125 de milioane de dolari americani și a avut încasări de 243,4 de milioane de dolari americani. A avut o primire pozitivă din partea criticilor și a publicului.

## Rezumat
Ryan Reynolds interpretează rolul lui Guy, un casier bancar care descoperă că este de fapt un personaj non-jucător (NPC) într-un joc video open-world și devine eroul poveștii, încercând să-și salveze prietenii de la ștergerea programată de către creatorul jocului.

## Distribuție
- Ryan Reynolds - Guy, un NPC

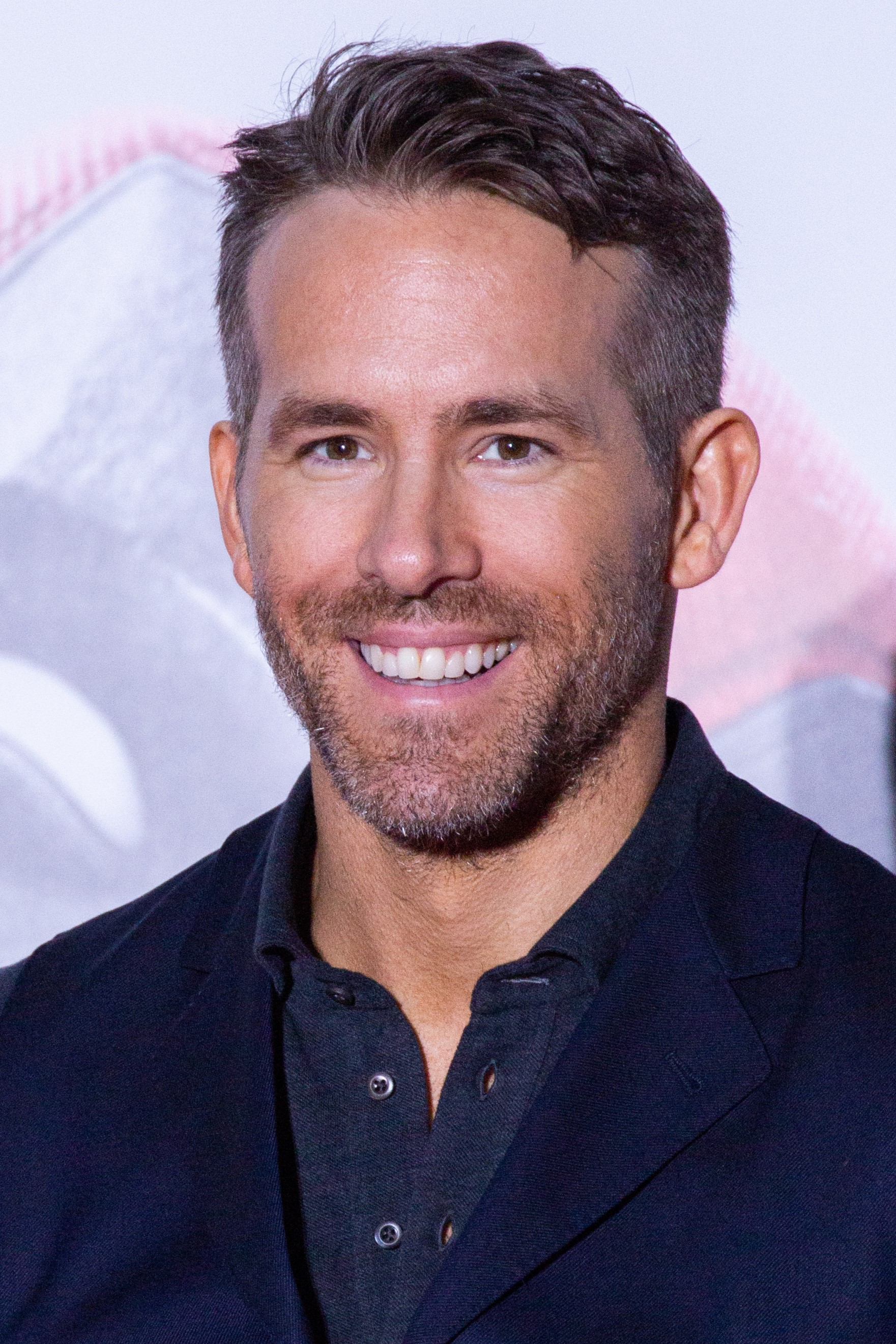
Ryan Reynolds ca Guy și Dude

  - Reynolds îl portretizează și pe Dude, cu fața sa suprapusă culturistului Aaron W. Reed prin efecte vizuale.[15]
- Jodie Comer - Millie Rusk / Molotov Girl[16]
- Joe Keery - Walter "Keys" McKeys
- Lil Rel Howery - Buddy
- Utkarsh Ambudkar - Mouser[17]
- Taika Waititi - Antwan[18][11]
- Britne Oldford - Barista
- Camille Kostek - Bombshell[19][20]
- Matty Cardarople - Keith, jucătorul din spatele lui Revenjamin Buttons[21]
  - Channing Tatum - Revenjamin Buttons, avatarul din joc al lui Keith.
- Mike Devine - Ofițer Johnny[22]

Filmul conține apariții cameo ale jucătorilor și streamerilor Jacksepticeye, Ninja, Pokimane, DanTDM și LazarBeam care, în film, fac comentarii despre Guy pe canalele lor de YouTube și Twitch din perspectiva lor. Actorul Chris Evans, gazda Good Morning America Lara Spencer și, postum, gazda Jeopardy! Alex Trebek au apariții cameo. Alte voci cameo din film: Tina Fey - ca mama lui Keith care dă cu aspiratorul, Hugh Jackman - un avatar mascat pe o alee, Dwayne Johnson - jefuitor de bancă, John Krasinski - un jucător.